# مادلين تشيك هنتر
مادلين تشيك هنتر (بالإنجليزية: Madeline Cheek Hunter)‏ هي مُدرسة أمريكية، ولدت في 1916، وتوفيت في 1994.